# Chilișeni
Chilișeni – wieś w Rumunii, w okręgu Suczawa, w gminie Udești. W 2011 roku liczyła 858 mieszkańców. 